# Christian Lealiifano

a Compétitions nationales et continentales officielles uniquement.

b Matchs officiels uniquement.
Dernière mise à jour le 7 mars 2025.
Christian Lealiifano, né le 24 septembre 1987 à Auckland en Nouvelle-Zélande, est un joueur de rugby à XV australien. Il évolue au poste de centre et de demi d'ouverture. D'origine samoane, son nom s'écrit en samoan Leali'ifano.

## Carrière
Christian Leali'ifano est né à Auckland en Nouvelle-Zélande de parents samoan. Il a sept ans quand ils déménagent à Melbourne. En 2006, il rejoint le Brumbies rugby academy, cette année-là, il remporte le titre de champion du monde de rugby à XV des moins de 19 ans avec l'équipe d'Australie.

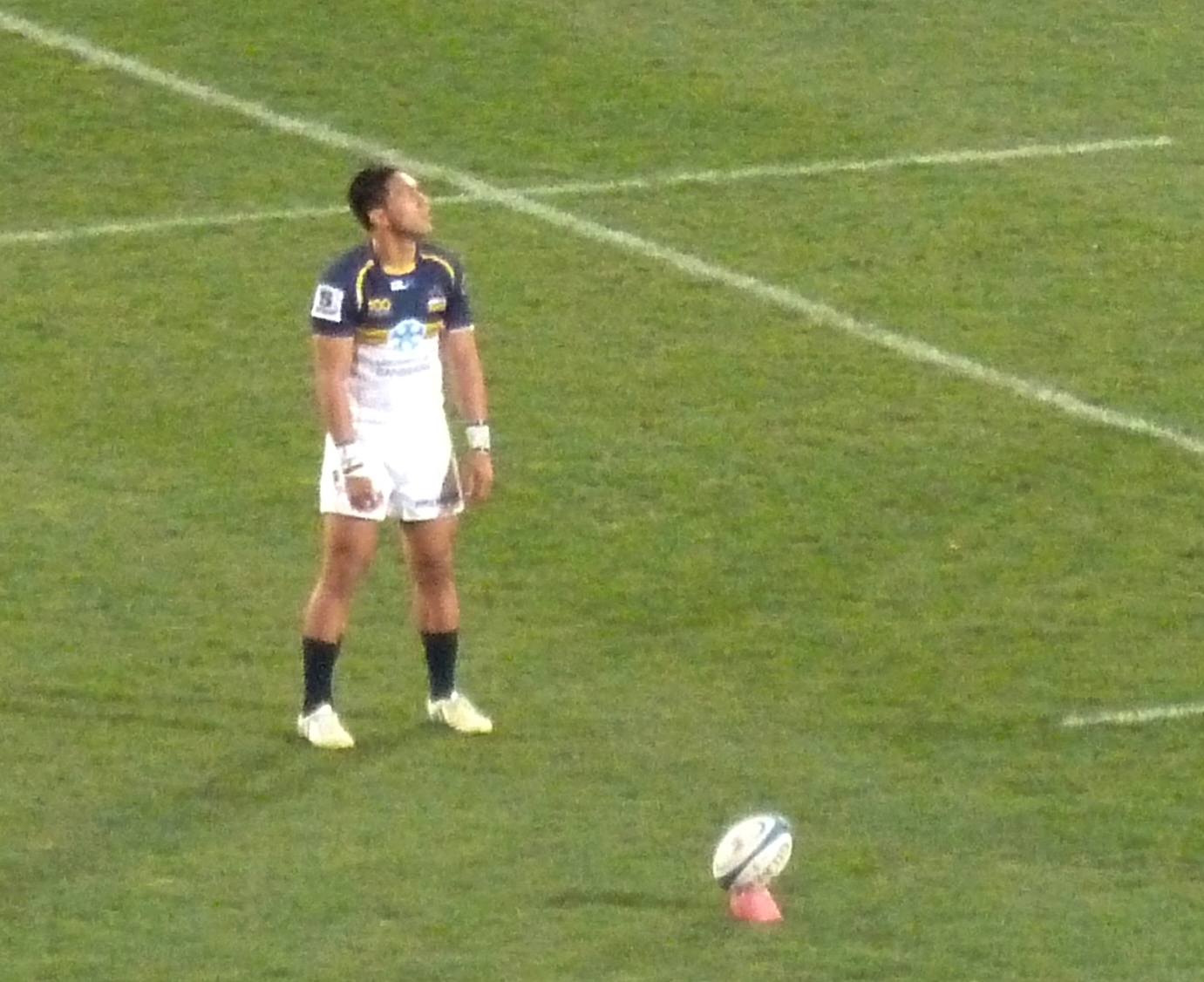
Christian Lealiifano en 2013 lors de la demi-finale de Super Rugby

En 2007, il signe son premier contrat avec les Brumbies. Il joue également avec l'Équipe d'Australie de rugby à sept cette année-là. L'année suivante, il joue son premier match en Super rugby contre les Crusaders à Christchurch. En 2008 et 2009, il évolue à l'aile avant de glisser au centre avec le retour de Matt Giteau aux Brumbies en 2010. Cette même année avant le début du Super rugby, il part jouer aux Waikato Rugby Union en ITM Cup.
En juin 2013, il honore sa première sélection avec l'équipe d'Australie de rugby à XV contre les Lions britanniques et irlandais.
En août 2016, il est diagnostiqué d'une leucémie et arrête le rugby. À la suite d'une greffe de moelle osseuse, il envisage de reprendre le rugby professionnel. Il fait son retour sur les terrains professionnels à l'occasion d'un match de Super Rugby entre les Brumbies et les Hurricanes en juillet 2017.
Le 22 août 2017, l'Ulster annonce la venue de Christian Leali'ifano à Belfast jusqu'au 22 janvier 2018, sous forme d'un prêt. L'objectif étant de retrouver du temps de jeu lors de l'intersaison de Super Rugby.

## Parcours

### En équipe nationale
Christian Lealiifano compte 26 sélections avec l'équipe d'Australie de rugby à XV, inscrivant 171 points, un essai, 40 pénalités et 23 transformations.
Il participe à deux éditions du Rugby Championship en 2013 et 2019, disputant huit rencontres et inscrivant 88 points.